# Извор (Параћин)
Извор је насеље у Србији у општини Параћин у Поморавском округу. Према попису из 2022. било је 502 становника. У насељу се налази манастир посвећен светој Петки, који припада Епархији браничевској Српске православне цркве и у његовом склопу, данас функционише и болница, за смештај особа ометених у развоју.

## Демографија
У насељу Извор живи 775 пунолетних становника, а просечна старост становништва износи 45,1 година (43,8 код мушкараца и 46,3 код жена). У насељу има 238 домаћинстава, а просечан број чланова по домаћинству је 3,52.
Ово насеље је углавном насељено Србима (према попису из 2002. године).
|  |

| Демографија | Демографија | Демографија |
| Година      | Становника  | Становника  |
| ----------- | ----------- | ----------- |
| 1948.       | 1.252       |             |
| 1953.       | 1.319       |             |
| 1961.       | 1.376       |             |
| 1971.       | 1.355       |             |
| 1981.       | 1.234       |             |
| 1991.       | 1.131       | 1.041       |
| 2002.       | 929         | 1.026       |

| Етнички састав према попису из 2002.‍ | Етнички састав према попису из 2002.‍ | Етнички састав према попису из 2002.‍ | Етнички састав према попису из 2002.‍ | Етнички састав према попису из 2002.‍ |
| ------------------------------------ | ------------------------------------ | ------------------------------------ | ------------------------------------ | ------------------------------------ |
|                                      |                                      |                                      |                                      |                                      |
| Срби                                 | Срби                                 |                                      | 831                                  | 89,45%                               |
| Хрвати                               | Хрвати                               |                                      | 1                                    | 0,10%                                |
| Руси                                 | Руси                                 |                                      | 1                                    | 0,10%                                |
| непознато                            | непознато                            |                                      | 73                                   | 7,85%                                |

| Година пописа     | 1948. | 1953. | 1961. | 1971. | 1981. | 1991. | 2002. |
| ----------------- | ----- | ----- | ----- | ----- | ----- | ----- | ----- |
| Број домаћинстава | 268   | 282   | 296   | 288   | 274   | 252   | 238   |

| Број чланова      | 1  | 2  | 3  | 4  | 5  | 6  | 7  | 8 | 9 | 10 и више | Просек |
| ----------------- | -- | -- | -- | -- | -- | -- | -- | - | - | --------- | ------ |
| Број домаћинстава | 48 | 57 | 20 | 32 | 33 | 29 | 11 | 6 | 1 | 1         | 3,52   |

| Пол    | Укупно | Неожењен/Неудата | Ожењен/Удата | Удовац/Удовица | Разведен/Разведена | Непознато |
| ------ | ------ | ---------------- | ------------ | -------------- | ------------------ | --------- |
| Мушки  | 352    | 77               | 227          | 38             | 10                 | 0         |
| Женски | 450    | 122              | 230          | 83             | 8                  | 7         |
| УКУПНО | 802    | 199              | 457          | 121            | 18                 | 7         |

| Пол    | Укупно                    | Пољопривреда, лов и шумарство | Рибарство                            | Вађење руде и камена | Прерађивачка индустрија       |
| ------ | ------------------------- | ----------------------------- | ------------------------------------ | -------------------- | ----------------------------- |
| Мушки  | 214                       | 64                            | 0                                    | 0                    | 75                            |
| Женски | 99                        | 41                            | 0                                    | 0                    | 16                            |
| УКУПНО | 313                       | 105                           | 0                                    | 0                    | 91                            |
| Пол    | Производња и снабдевање   | Грађевинарство                | Трговина                             | Хотели и ресторани   | Саобраћај, складиштење и везе |
| Мушки  | 6                         | 4                             | 7                                    | 4                    | 18                            |
| Женски | 0                         | 0                             | 8                                    | 3                    | 3                             |
| УКУПНО | 6                         | 4                             | 15                                   | 7                    | 21                            |
| Пол    | Финансијско посредовање   | Некретнине                    | Државна управа и одбрана             | Образовање           | Здравствени и социјални рад   |
| Мушки  | 0                         | 4                             | 2                                    | 0                    | 3                             |
| Женски | 0                         | 2                             | 2                                    | 4                    | 7                             |
| УКУПНО | 0                         | 6                             | 4                                    | 4                    | 10                            |
| Пол    | Остале услужне активности | Приватна домаћинства          | Екстериторијалне организације и тела | Непознато            | Непознато                     |
| Мушки  | 6                         | 0                             | 0                                    | 21                   | 21                            |
| Женски | 4                         | 0                             | 0                                    | 9                    | 9                             |
| УКУПНО | 10                        | 0                             | 0                                    | 30                   | 30                            |

## Записи
У селу се налазе записи: